# Sverre Fehn
Sverre Fehn (14. srpna 1924, Kongsberg – 23. února 2009, Oslo) byl norský architekt, otec modernistické severské architektury. Roku 1997 získal nejprestižnější architektonické ocenění: Pritzkerovu cenu. Jeho díla stojí především v Norsku, Švédsku a Dánsku.
Byl silně ovlivněn Jeanem Prouvé (v jehož pařížském studiu dva roky pracoval), Le Corbusierem, Miesem van der Rohem, ale také primitivní architekturou severní Afriky (zde byl klíčový jeho pobyt v Maroku v 50. letech). Byl autorem norského pavilonu na Expu 58 a Biennale di Venezia 1962. Tyto stavby mu zajistily reputaci a získal možnost tvořit řadu veřejných staveb v Norsku, k nejznámějším patří Hedmarkovo muzeum (Hedmarksmuseet og Domkirkeodden) v Hamaru, které vzniklo v letech 1967–79, a kde nad ruinamy katedrály vystavěl odvážnou, ale prostou skleněnou konstrukci.
Na jednoduchost vsadil i u Muzea ledovce (Norsk Bremuseum) ve Fjærlandu, které stojí v nedotčené krajině. V této jeho stavbě, odborníky nejoceňovanější, vyjádřil své pojetí vztahu architektury a krajiny. "Když stavíte v přírodě, která je naprosto nedotčená, je to útok, útok naší kultury na přírodu. Ale snažil jsem se, aby budova lidem umožnila uvědomit si krásu kolem, aby byla nadějí na novou schopnost vidět krásu," řekl k tomu.
Ceněna byla rovněž Škola pro neslyšící v Skådalen (Skådalen skole for hørselshemmede). K jeho pozdním pracím patří Národní muzeum umění, architektury a designu (Nasjonalmuseet for kunst, arkitektur og design) v Oslu.
Ve zprávě poroty Pritzkerovy ceny se píše: "Sám Fehn o sobě říká, že dospěl ve stínu modernismu. Ve svých dílech vychází z prostředí, z kterého pochází. Za nejdůležitější pokládá Fehn konstrukci. Klade maximální ohled na prostředí a posazení díla do přírody. Za jeden z konstrukčních materiálů pokládá Fehn světlo (měkké – severské světlo). Pro Fehna neexistuje architektura bez konstrukce, materiálem píše příběh, který je od konstrukce neoddělitelný. S postupem let se stal Fehn citlivějším jak k charakteru severského světla, tak k zasazení budovy do jejího prostředí. Velký důraz klade na výběr materiálu (dřevo, ocel, beton)."

## Galerie

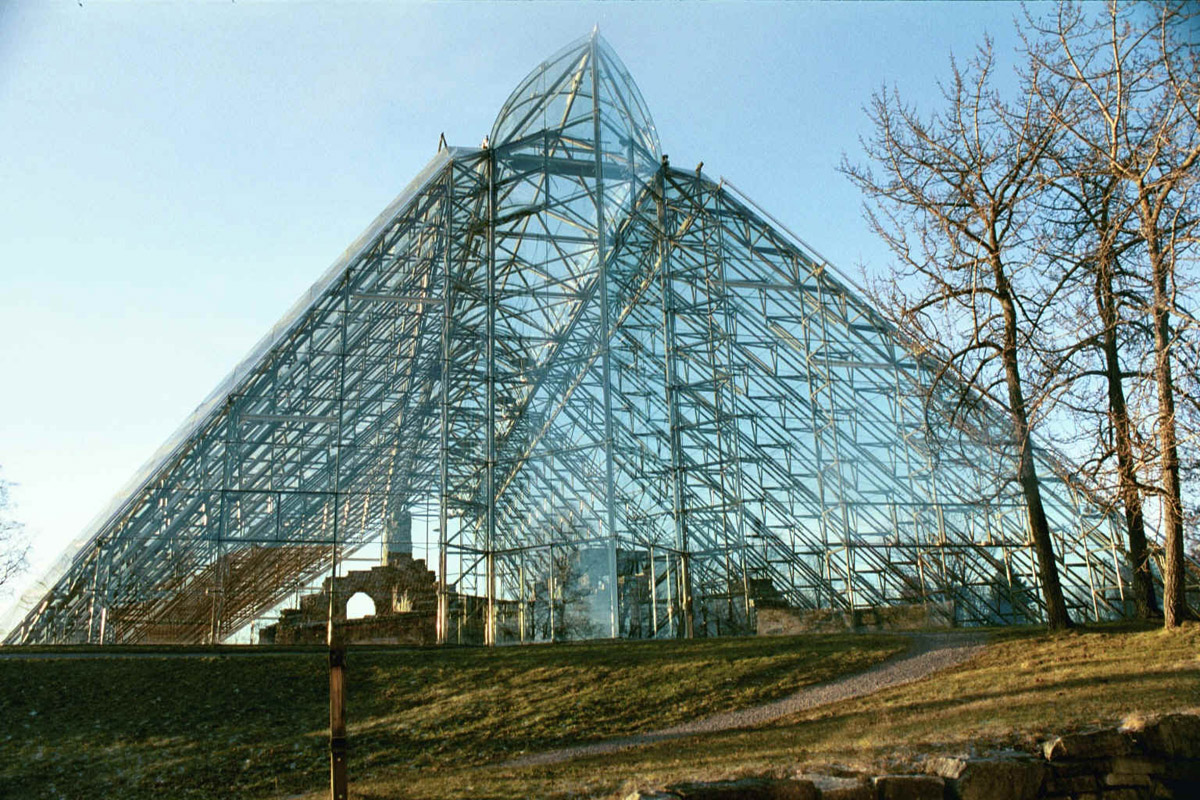
Hedmarkovo muzeum
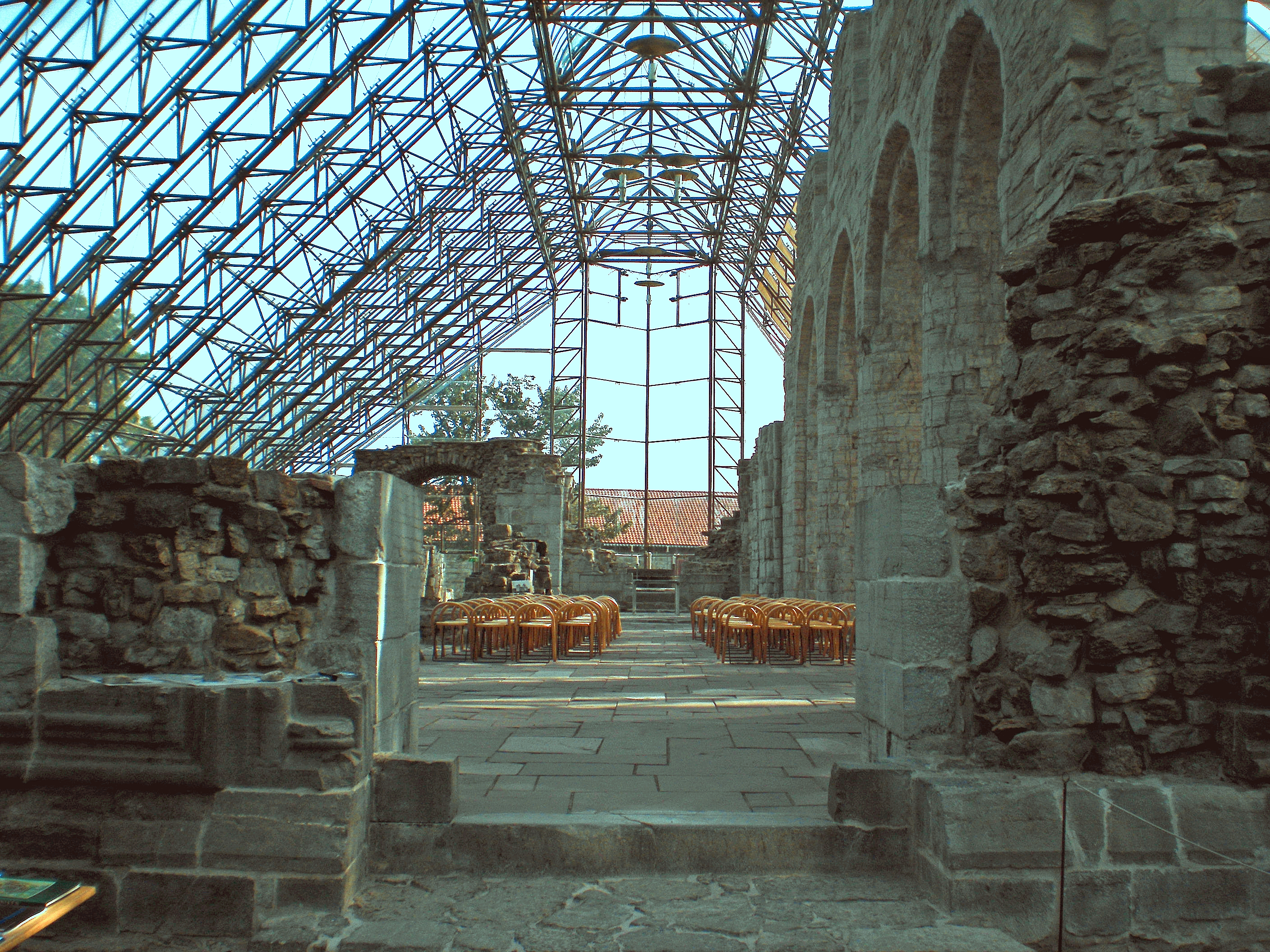
Hedmarkovo muzeum zevnitř
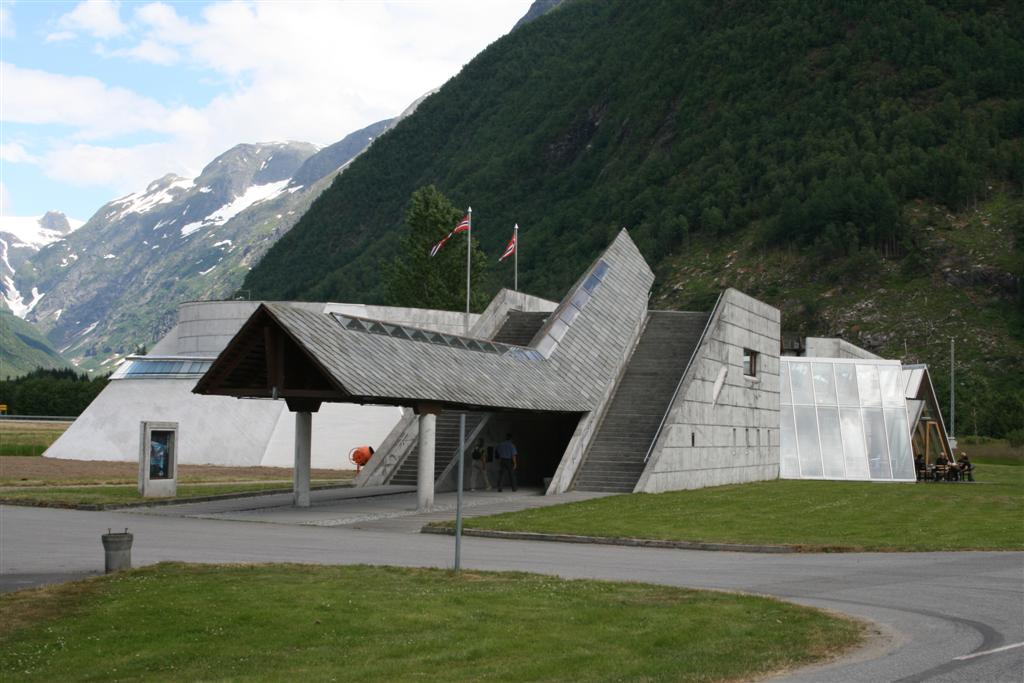
Muzeum ledovce ve Fjærlandu
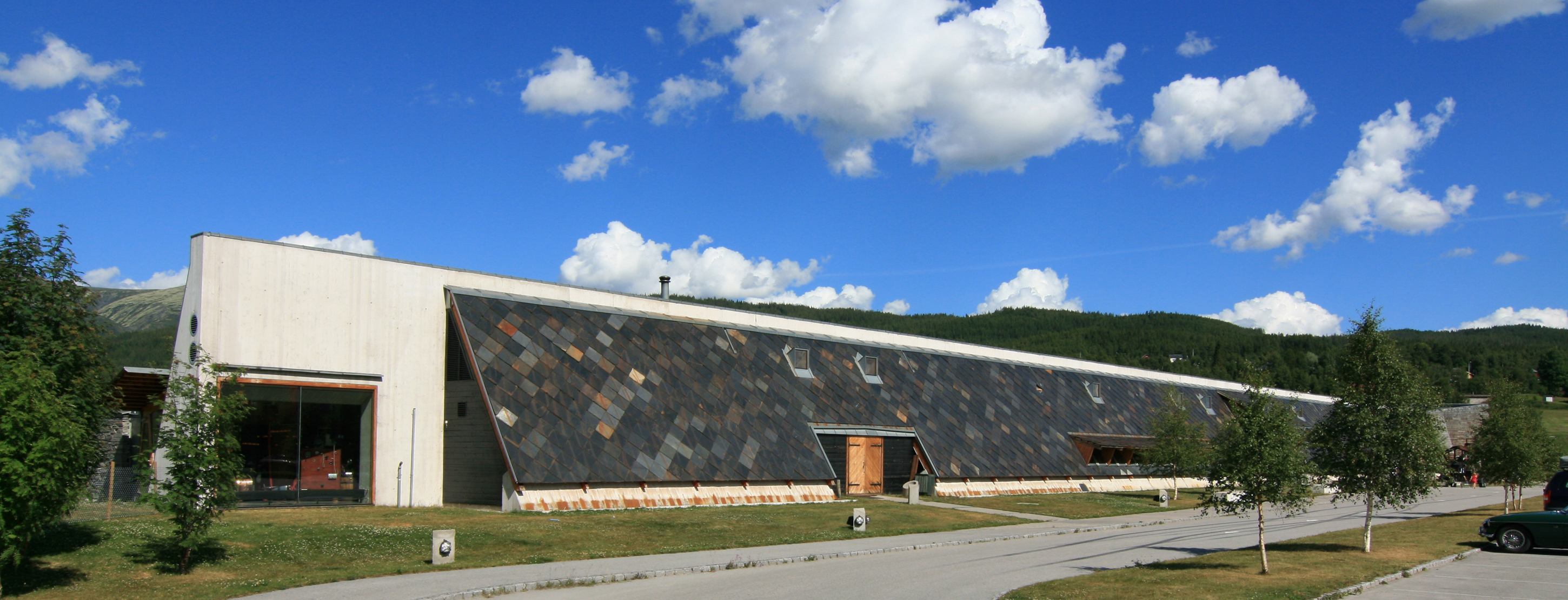
Aukrust Centre v Alvdalu
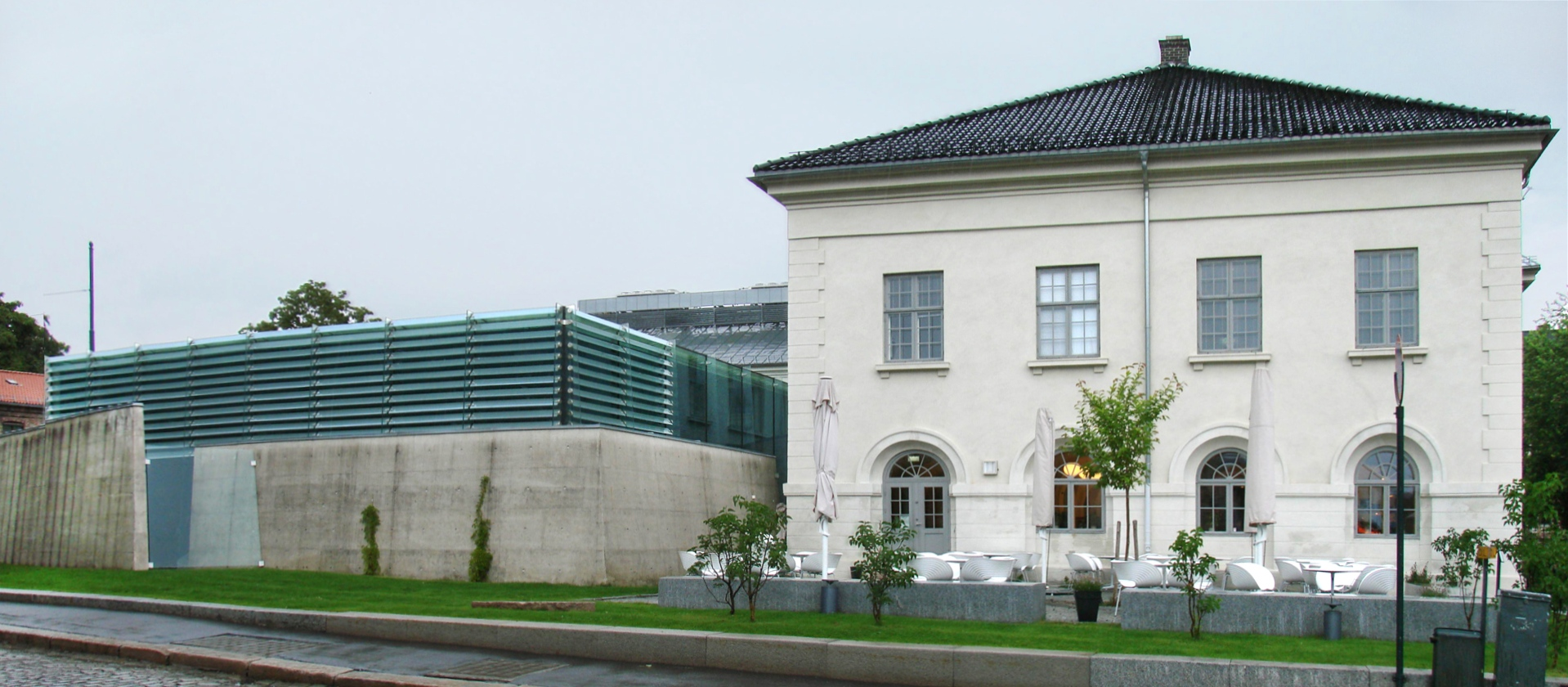
Muzeum umění, architektury a designu v Oslu.